# Erquinghem-Lys Churchyard Extension
Erquinghem-Lys Churchyard Extension is een Britse militaire begraafplaats met gesneuvelden uit de Eerste Wereldoorlog, gelegen in het Franse dorp Erquinghem-Lys in het Noorderdepartement. De begraafplaats werd ontworpen door Herbert Baker en ligt in het dorpscentrum achter de Église Saint-Martin aan de Leie. Ze heeft een langwerpig min of meer rechthoekig grondplan en wordt gedeeltelijk omsloten door een bakstenen muur of een haag. De toegang is een metalen hek tussen witte stenen zuilen. Achteraan staat het Cross of Sacrifice. De begraafplaats wordt onderhouden door de Commonwealth War Graves Commission.
Er liggen 690 doden begraven waaronder 9 niet geïdentificeerde.

## Geschiedenis
Het dorp werd begin oktober 1914 even door de Duitsers ingenomen, maar kwam op 16 oktober weer in Britse handen. In het najaar van 1914 begroeven de Britten al enkele gesneuvelden op het civiele kerkhof rond de dorpskerk. In april 1915 werd dan een militaire begraafplaats aangelegd als uitbreiding van het kerkhof. Gevechtseenheden en veldhospitalen bleven de begraafplaats gebruiken tot aan het Duitse lenteoffensief van 1918, toen het dorp enkele maanden in Duitse handen viel. Ook de Duitsers begroeven hier gesneuvelden. Na de bevrijding werd de begraafplaats na de zomer nog even door de Britten gebruikt. Omdat het kerkhof ontruimd werd, werden de oorlogsgraven van dat kerkhof in 1925 overgebracht naar de militaire extensie, die wel behouden bleef. Elders in het dorp werd een nieuwe civiele begraafplaats geopend.
Op de militaire begraafplaats liggen nu 522 Britten, 2 Canadezen, 32 Australiërs, 3 Nieuw-Zeelanders, 130 Duitsers en één onbekende Rus.
- Vlakbij staat een gedenkteken voor Reverend David Railton die het Military Cross (MC) ontving voor het redden van een officier en twee manschappen onder hevige vijandelijke beschietingen.

## Graven

### Onderscheiden militairen
- John Herbert Jump, luitenant bij het The Loyal North Lancashire Regiment, H. N. Falcy, onderluitenant bij de Northumberland Fusiliers en W.J. Williams, onderluitenant bij de Royal Welsh Fusiliers werden onderscheiden met het Military Cross (MC).
- onderluitenant John Cyril Chalmers, korporaal R. Baker en soldaat Ralph Hancock ontvingen de Military Medal (MM).

### Minderjarige militairen
- de soldaten J.W. Bell en James O.H. Nicole waren 17 jaar toen ze sneuvelden.

### Alias
- soldaat Ernest H. Huntington diende onder het alias George Stapleton bij de Australian Infantry, A.I.F.